# シャルル・ル・モルヴァン
シャルル・ル・モルヴァン（Charles Le Morvan、1865年2月26日 - 1933年）は、フランスの天文学者。
プルービアンで1865年に生まれる。モーリス・ローイ、ピエール・ピュイゾーと共に、パリ天文台から1896年から1910年にかけて月面の写真を10,000枚をつかって、月面図を作成し、「L'Atlas photographique de la Lune」を出版した。

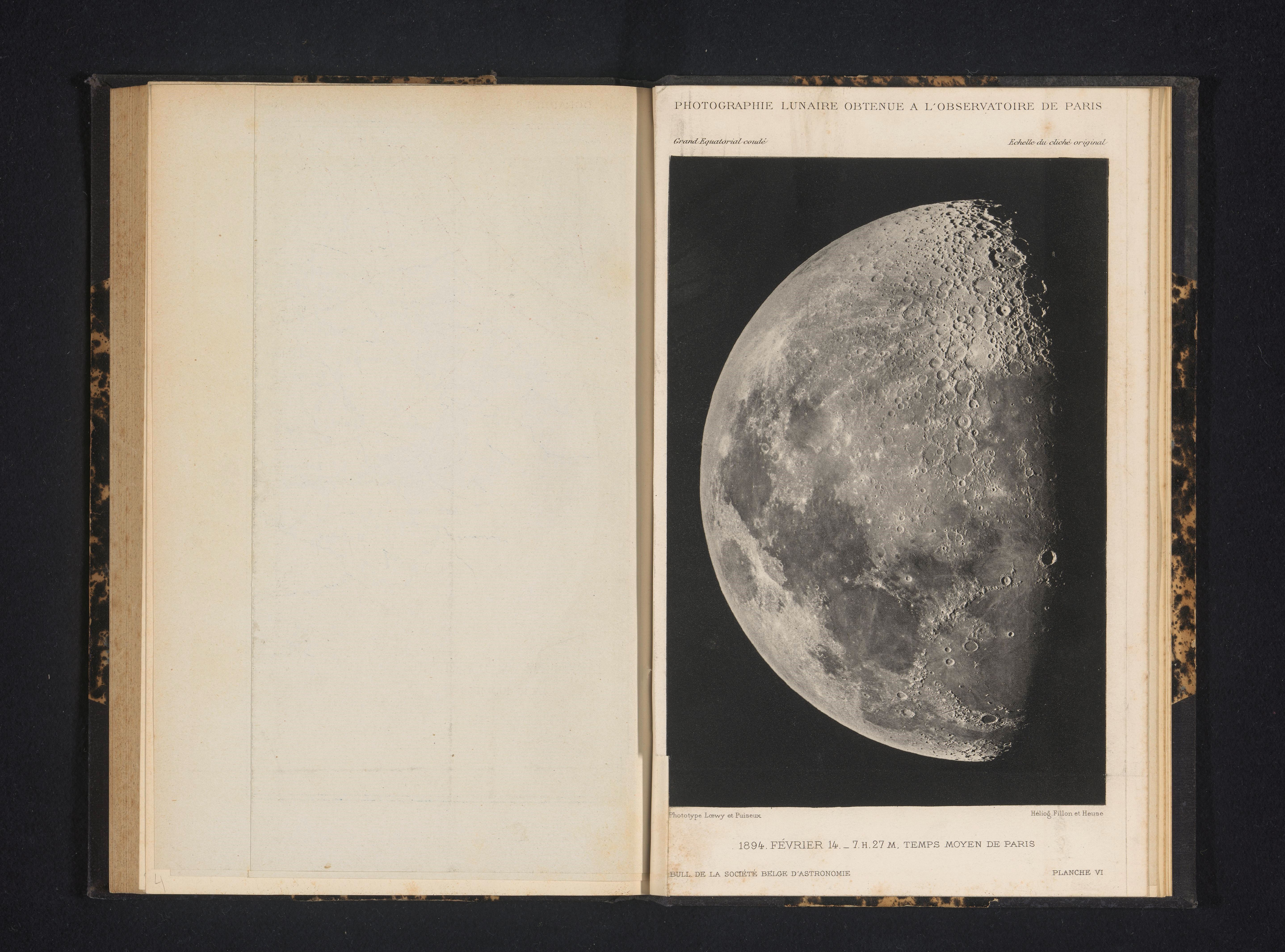
月面図

1913年12月19日、小惑星(774)アルモルを発見した。